# كريس كولمان
كريس كولمان (بالإنجليزية: Chris Coleman)‏ هو لاعب كرة قدم سابق ومُدرّب حالي ويلزي من مواليد 10 يونيو 1970 في مدينة سوانزي الويلزية، وهو المدرب الحالي لمنتخب ويلز لكرة القدم منذ عام 2012 وقاده لأول مشاركة له في كأس أمم أوروبا (اليورو) في نسخة 2016 والذي تألّق فيها بشكل لافت ووصل للمربّع الذهبي للبطولة، ليترشّح كولمان بسبب ذلك لجائزة أفضل مدرب في العالم (المُقدّمة من الفيفا) لعام 2016 وحلّ في المركز التاسع بعد حصوله على نسبة 1,82% من الأصوات.

## مسيرته الكروية
لعب كريس كولمان خلال مسيرته الاحترافية مع 4 أندية في ستة عشر موسمًا وسجل خلالها 23 هدفًا ضمن 478 مباراة. ولم يفز بأي موسم بالكأس أو بالدوري.
خاض كريس كولمان مسيرته مع نادي سوانزي سيتي في موسم 1987–88 ليلعب معه أربعة مواسم، مشاركًا في 160 مباراة سجل خلالها هدفين. ثم انتقل إلى نادي كريستال بالاس في موسم 1991–92 ليلعب معه خمسة مواسم، حيث شارك في 154 مباراة سجل خلالها 13 هدفًا. لينتقل بعدها إلى نادي بلاكبيرن روفرز في موسم 1995–96 ولمدة موسمين، مشاركًا في 28 مباراة ولم يسجل أي هدف. ثم انتقل إلى نادي فولهام في موسم 1997–98 ليلعب معه خمسة مواسم، مشاركًا في 136 مباراة سجل خلالها 8 أهداف.

## وصلات خارجية
- كريس كولمان على موقع الاتحاد الأوربي (الإنجليزية)
- كريس كولمان على موقع قاعدة بيانات كرة القدم.إي يو (الإنجليزية)
- كريس كولمان على موقع ناشيونال فوتبول تيمز (الإنجليزية)
- كريس كولمان على موقع Soccerbase.com (لاعب) (الإنجليزية)
- كريس كولمان على موقع عالم كرة القدم.نت (الإنجليزية)